# Гуљелмо Пекори Ђиралди
Гуљелмо Пекори-Ђиралди (итал. Guglielmo Pecori Giraldi, 18. мај 1856-15. фебруар 1941) био је италијански гроф и маршал у Првом светском рату.

## Служба
Од 1903. до 1907. био је командант италијанских колонијалних трупа у Еритреји. Затим је командовао разним оперативним јединицама у Италији, до јануара 1912. када је због лажних оптужби пензионисан и стављен у резерву у чину генерала. У активну службу враћен је 1915. и постављен за команданта 27. дивизије, а затим за команданта VII армијског корпуса на сектору Краса (итал. Carso). Од маја 1915. командује италијанском 1. армијом, и с њом учествује у свим биткама на Алпским висоравнима против Аустроугара до краја рата 1918.